# Martial de Loménie
 (décembre 2011).
Améliorez-le ou discutez des points à vérifier. 
 (décembre 2011).
Si vous disposez d'ouvrages ou d'articles de référence ou si vous connaissez des sites web de qualité traitant du thème abordé ici, merci de compléter l'article en donnant les références utiles à sa vérifiabilité et en les liant à la section « Notes et références ».
Issu de la famille de Loménie, originaire de Flavignac en Limousin, Martial de Loménie, assassiné le jour du massacre de la Saint-Barthélemy (24 août 1572), était seigneur de Versailles.
Les d'Albret étaient au XVIe siècle, vicomtes de Limoges. Jeanne d'Albret et son mari, Antoine de Bourbon, cousin du Roi de France, devenu roi de Navarre après son mariage, faisaient parfois des séjours en Limousin, notamment à Limoges et au château d'Aixe-sur-Vienne. Ils s'étaient attachés les "Loménie", famille prolifique et dynamique, originaire de Flavignac, près d'Aixe. Les Loménie jouaient un rôle actif dans la vicomté. Antoine de Bourbon et Jeanne d'Albret s'intéressèrent particulièrement à Martial de Loménie et l'emmenèrent à la Cour de France. Remarquablement doué, Martial y réussit rapidement. Par provisions du 26 août 1552, il fut nommé secrétaire du Roi en la Grande Chancellerie et Greffier de conseil du Roi. Ce n'était pas seulement des charges très lucratives. Elles le mettaient en contact quotidien avec le roi, ses ministres et les grands de la Cour. Il fut aussi l'ami de Ronsard.
En 1561, devenu riche, Martial de Loménie se rendit acquéreur de la terre et du château de Versailles ainsi que la Grande-Lessard. Château et terre ne ressemblaient guère à ce qu'ils devinrent plus tard sous Louis XIV. Ils n'en excitèrent pas moins la jalousie et la convoitise de la famille de Retz.
Le 6 avril 1571, Martial, poursuivi sous couleur de protestantisme, en réalité, à cause de son attachement au jeune Henri IV et à sa famille, fut privé de ses charges par arrêt et emprisonné. Le maréchal de Retz alla le trouver dans sa prison. Au cours d'une scène dramatique, « usant d'atroces menaces », il lui fit signer la vente à vil prix de Versailles à son profit. Martial n'en fut pas moins égorgé dans sa prison le jour de la Saint-Barthélemy (24 août 1572).
Ainsi entrée dans la famille de Retz, la seigneurie de Versailles fut revendue en 1632 à Louis XIII  par les enfants de maréchal de Retz, pour la somme de 66 000 livres.